# Woroschilowez
Der Woroschilowez (russisch Ворошиловец) war eine Artilleriezugmaschine mit Kettenfahrwerk aus der Produktion des sowjetischen Herstellers Charkowski Parowosostroitelny Sawod imeni Kominterna (kurz ChPS imeni Kominterna, ins Deutsche übersetzt Charkower Lokomotivbauwerk namens Komintern). Er wurde von 1939 bis August 1941 für die Rote Armee in Serie hergestellt, wobei rund 1100 Exemplare gebaut wurden. Als das Werk aufgrund der vorrückenden Wehrmacht aus Charkiw nach Nischni Tagil in den Ural evakuiert wurde, wurde die Produktion abgebrochen. Das Fahrzeug, von dem heute wahrscheinlich kein Exemplar mehr erhalten ist, war einer der schwersten Artillerieschlepper der Roten Armee seiner Zeit.

## Fahrzeuggeschichte

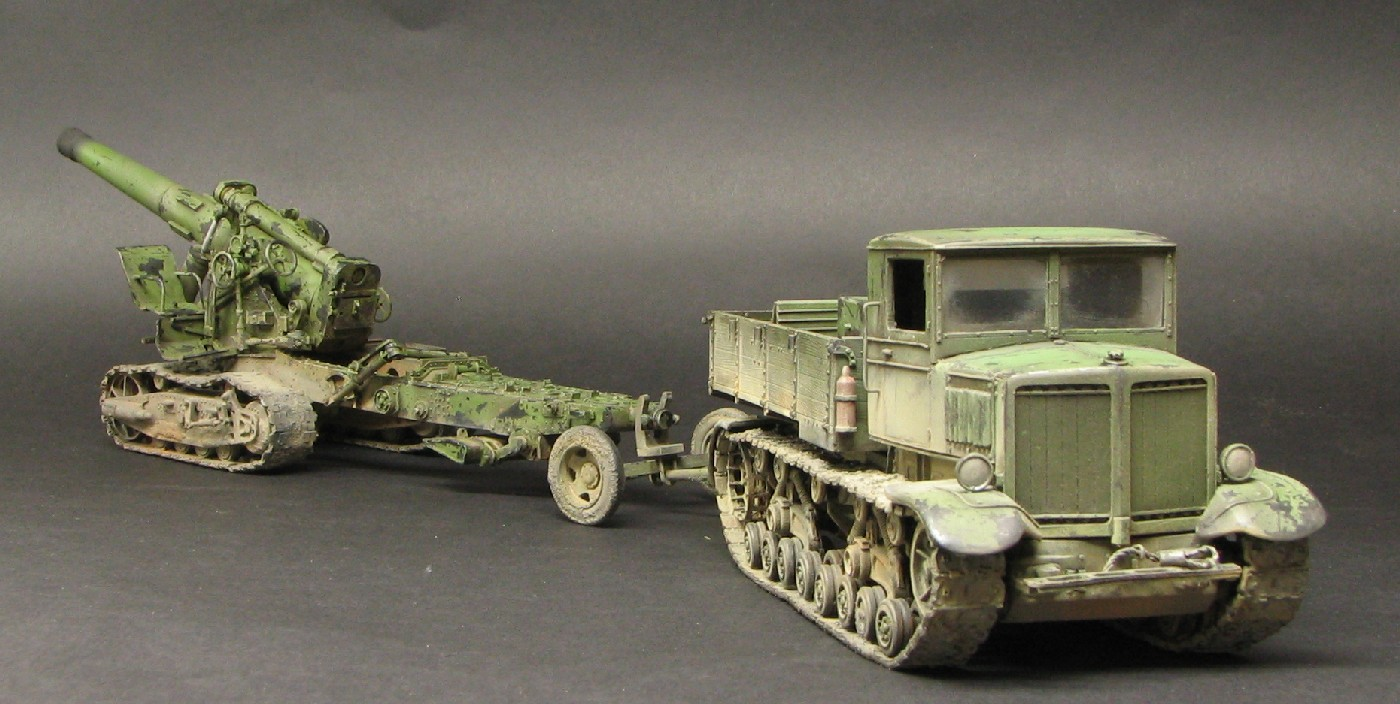
Modell eines Woroschilowez im Maßstab 1:35

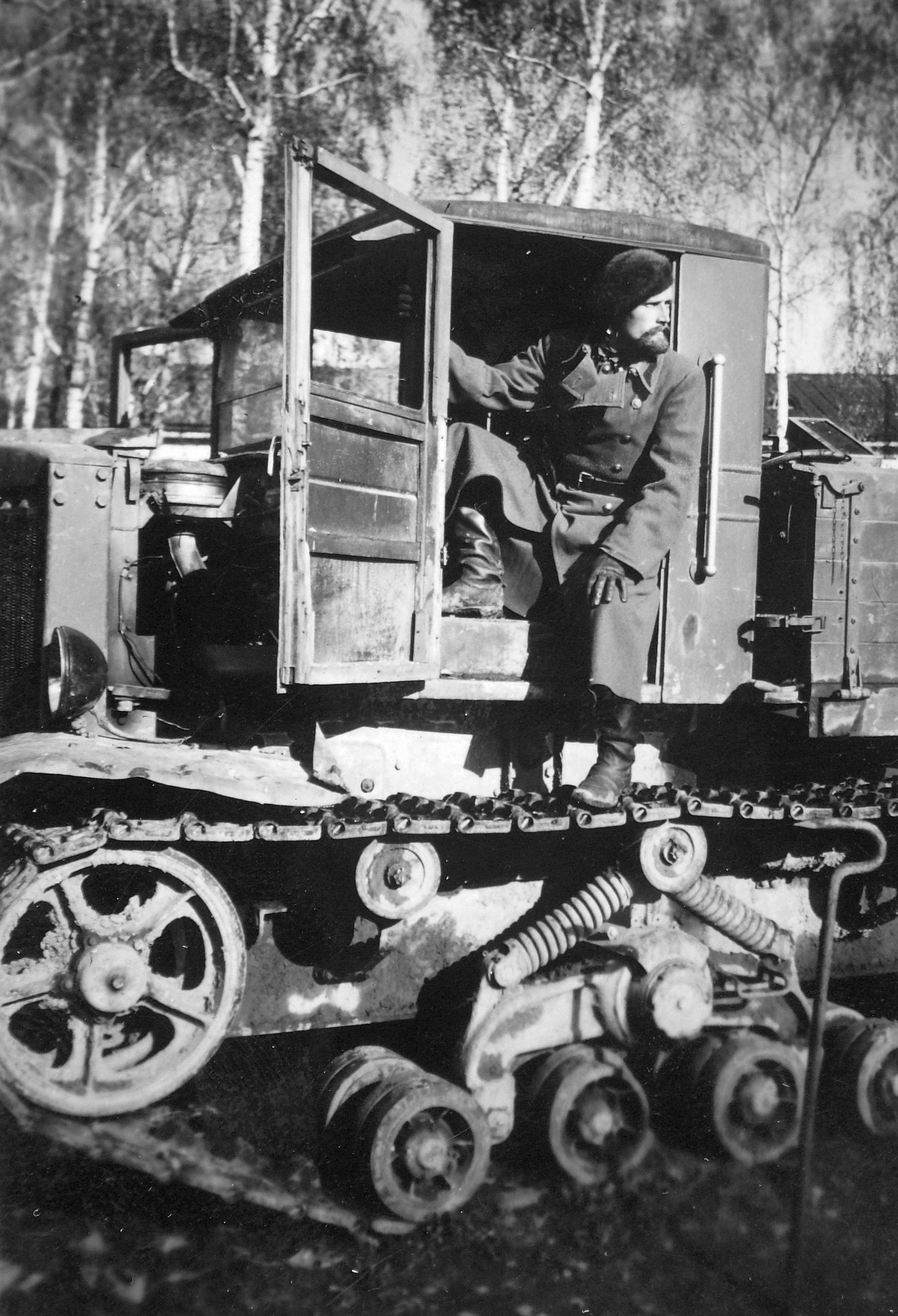
Detailaufnahme eines Woroschilowez in der Ukraine (1942)

In den 1930er-Jahren hatte die Rote Armee zunehmend schwere Artilleriewaffen entwickeln lassen und in den Dienst gestellt. Darunter waren Modelle wie die 122-mm-Kanone M1931, die 152-mm-Kanonenhaubitze M1937 oder auch die 203-mm-Haubitze M1931. Um derartig schwere Geschütze auch im Gelände bewegen zu können, waren leistungsfähige Zugmittel notwendig. Die in den späten 1930ern vorhandenen Artillerieschlepper wie der Komintern oder zivile Kettentraktoren wie der Stalinez-65 hatten entweder entscheidende technische Nachteile wie zu geringe Höchstgeschwindigkeiten oder keine ausreichende Zugkraft. Auch gab es kein ausreichend starkes Zugfahrzeug, um kleine und mittlere Panzer bis etwa 30 Tonnen Gewicht bergen oder abschleppen zu können.
Die Entwicklung eines ausreichend starken Fahrzeugs begann im Sommer 1935 im Charkower Lokomotivwerk „Komintern“. Geplant war, ein Vollkettenfahrzeug mit Lkw-Aufbau und Panzermotor zu schaffen. Als Anforderung wurde definiert, dass das Fahrzeug etwa 120 kN Zugkraft aufbringen können sollte. Festgelegt wurde außerdem eine Anhängelast von mindestens 20 Tonnen und eine Höchstgeschwindigkeit von etwa 30 km/h. Die Konstruktion wurde innerhalb einiger Monate abgeschlossen. Vorgesehen war, einen experimentellen V12-Dieselmotor vom Typ BD-2 mit 400 PS Leistung zu verwenden. Das Triebwerk war bereits dem später verbauten Motor ähnlich: Ein Schnellläufer, der Block wurde aus einer Aluminiumlegierung gegossen.
Die ersten beiden Prototypen des neuen Schleppers wurden 1936 gefertigt und anschließend ausgiebig erprobt. 1937 wurde mit einem der Fahrzeuge eine Probefahrt von Charkow nach Moskau unternommen, wo es im Moskauer Kreml unter anderem Kliment Jefremowitsch Woroschilow präsentiert wurde, dessen Namen es später tragen sollte. Daraufhin wurde von den zuständigen Behörden eine Serienfertigung genehmigt. 1937 gab die Armee zudem einen Prototyp mit Baggeraufbau in Auftrag, der aber später nicht in die Serienfertigung übernommen wurde.
Noch vor Beginn der Produktion standen erste Versuchsmuster des Dieselmotors W-2 zur Verfügung. Sie wurden in die Prototypen eingebaut und die Fahrzeuge im Anschluss erneut getestet. Der Woroschilowez erhielt eine gedrosselte Version des Panzermotors mit 375 PS an Stelle des Triebwerks mit 500 PS, das zum Beispiel in großen Stückzahlen im T-34 verbaut wurde. Der Motor des Typs W-2W wurde längs und möglichst tief unter der Fahrerkabine angeordnet. Neben den hinteren Antriebsrädern des Kettenlaufwerks trieb er auch eine leistungsstarke Heckseilwinde mit etwa 120 kN Zugkraft an. Angelassen wurde das Triebwerk entweder mit zwei Elektroanlassern mit je 6 PS oder mit Druckluft, die in eigenen Tanks gespeichert wurde. Das Druckluftstartsystem erwies sich jedoch insbesondere bei niedrigen Temperaturen als wenig zuverlässig. Der Kühler wurde in Segmenten aufgebaut, so dass auch einzelne Rohre getauscht werden konnten.
Der Artillerieschlepper erhielt eine gewöhnliche Reibkupplung, die mit einem Pedal bedient wurde. Das Schaltgetriebe wurde im Charkower Werk selbst hergestellt und auch in anderen Fahrzeugen eingesetzt. Um die Zahl der Gänge zu erhöhen, wurde ein zusätzliches zweistufiges Untersetzungsgetriebe verbaut. Aufgrund der hohen Kräfte gab es im Einsatz immer wieder Getriebeschäden. Die Konstrukteure hatten keine ausreichenden Erfahrungen mit dem starken Dieselmotor sammeln können. Dabei hatte man die Zugkraft des Fahrzeugs schon auf etwa 130 kN bei 3,5 km/h begrenzt, mit dem verbauten Motor wären fast 170 kN möglich gewesen (die Kraft die nötig ist, um eine Masse von etwa 17 Tonnen senkrecht anzuheben). Grund für die Begrenzung war auch, dass die Kettenlaufwerke für noch höhere Kräfte und Geschwindigkeiten nicht ausgelegt waren und die Zugkraft nicht auf den Boden übertragen konnten. Um dem zu begegnen, konnten spezielle Krallen an den Ketten montiert werden, die jedoch nur für kurze Strecken tauglich waren.
In der Produktion wurde auf verschiedene Standardteile aus dem sowjetischen Lastwagenbau zurückgegriffen. So stammte zum Beispiel das Fahrerhaus vom ZIS-5, wurde allerdings deutlich verbreitert.
Bei letzten Tests 1939 in Moskau und auch später im Einsatz zeigten sich trotz der guten Zugkraft der Fahrzeuge einige erhebliche Mängel der Konstruktion. Bei nassem Schnee rutschten die Gleisketten des Schleppers, zudem gingen immer wieder Antriebsritzel kaputt. Die Kupplung war zu schwach dimensioniert und teilweise schon nach 200 bis 300 Betriebsstunden verschlissen. Die Getriebelager waren nach etwa 300 bis 400 Einsatzstunden verschlissen und die starken Vibrationen des Motors sorgten immer wieder für Brüche an verschiedenen Leitungen. Dichtungen waren von schlechter Qualität, ein Problem, das auch an anderen Charkower Maschinen auftrat. Zudem hielten die Anhängekupplungen und Abschlepphaken den hohen Belastungen nicht immer stand, verbogen im Einsatz oder rissen ab. Im stark unebenen Gelände war die Verwindung des Rahmens so groß, dass es zu Brüchen kam. Bei unter −20 °C war es in der Praxis schwer, den großvolumigen Dieselmotor mit fast 40 l Hubraum zu starten. Auch die Druckluft der Startanlage war nur bedingt hilfreich, weil sie unter hohem Druck in den Tanks gelagert wurde. Beim Ausströmen expandierte sie stark, kühlte sich dadurch ab und strömte kalt in den Motor. So wurde die nötige Zündtemperatur für den Dieselkraftstoff nicht erreicht und der Motor startete nicht. Die Buchsen des Laufwerks waren nicht ausreichend gegen eindringenden Schmutz geschützt, was nach Schlammdurchfahrten zu starkem Verschleiß führte. Entsprechend musste nach solchen Fahrten das Laufwerk komplett demontiert, gereinigt und geschmiert werden. Diese umfangreichen Mängel waren auch der Grund dafür, dass die Produktion des Schleppers nach der Evakuierung des Werks in Nischni Tagil nicht fortgesetzt wurde.
Die Serienfertigung der Maschinen begann Ende 1939, die Schlepper kamen aber zunächst nur zögerlich an die Front. Der Ausstoß der Fabrik lag zwischen drei und sechs Fahrzeugen pro Tag. Bis zum 22. August 1941 wurden exakt 1123 Woroschilowez gebaut, das Werk anschließend demontiert und in den Ural verlagert, um es vor der herannahenden Wehrmacht zu schützen. Bereits zuvor hatte es Probleme mit der Verfügbarkeit der Motoren gegeben, weil einige der Fabriken schon evakuiert waren und die Motoren vorrangig für Panzer bereitgestellt wurden. So experimentierte man auch mit anderen Triebwerken wie dem 400-PS-Ottomotor des BT-7-Panzers. Bei der Roten Armee waren bei Kriegsende noch 336 Woroschilowez vorhanden. Ab 1947 wurde er durch den schweren Artillerieschlepper AT-T ersetzt. Heute ist wahrscheinlich kein Woroschilowez mehr erhalten.
Die Wehrmacht erbeutete im Kriegsverlauf einige der Fahrzeuge und stellte sie unter der Bezeichnung Artillerieschlepper Stalin 607 (r) in ihren Dienst. Unter dieser Bezeichnung ist das Fahrzeug auch in den „Kennblättern fremden Geräts“ zu finden, ebenso wird es unter dieser (falschen) Bezeichnung in der Literatur erwähnt.

## Technische Daten
Für den Woroschilowez, soweit bekannt.
- Motor: V12-Dieselmotor
- Motortyp: W-2W
- Leistung: 375 PS (276 kW)
- Hubraum: 38,88 l
- Zugkraft: 127,5 kN bei 3,5 km/h
- Getriebe: mechanisches Vierganggetriebe
- Untersetzungsgetriebe: zweistufig
- Höchstgeschwindigkeit leer: 36,2 km/h, unter idealen Bedingungen bis 42 km/h
- Höchstgeschwindigkeit unter Volllast: 20 km/h auf der Straße, 16 km/h im Gelände
- Seilwinde: Heckseilwinde, vom Fahrmotor angetrieben, 30 m Stahlseil mit 23 mm Durchmesser, Zugkraft 117,7 kN
- Tankinhalt: 550 l
- Kraftstoffverbrauch: je nach Beladung und Gelände 200 bis 420 l/100 km
- Reichweite (beladen, mit Anhängelast): 270 km (Straße), 130 km (Gelände)
- Spezifischer Bodendruck: 0,578 kg/cm²
- Bordspannung: 24 V

Abmessungen und Gewichte
- Länge: 6128 mm
- Breite: 2850 mm
- Höhe: 2736 mm über Kabine, 3087 mm mit Plane
- Bodenfreiheit: 462 mm
- Kettenbreite: 428 mm
- Sitzplätze: 3 in der Kabine, 16 auf der Ladefläche
- Leergewicht: 15.500 kg
- Zuladung: 3000 kg
- zulässiges Gesamtgewicht: 18.500 kg
- zulässige Anhängelast: 22.000 kg
- Steigfähigkeit mit maximaler Zuladung und 18 Tonnen Anhängelast: 17° (30,6 %)
- Grabenüberschreitfähigkeit: 1,5 m
- Wattiefe: 1,3 m mit Vorbereitungen